# Мерго
Мерго, Мерґо (італ. Mergo) — муніципалітет в Італії, у регіоні Марке,  провінція Анкона.
Мерго розташоване на відстані близько 185 км на північ від Рима, 45 км на захід від Анкони.
Населення — 1061 особа (2014).
Щорічний фестиваль відбувається 10 серпня. Покровитель — святий мученик Лаврентій.

## Демографія
Населення за роками:

Станом на 1 січня 2023 року в муніципалітеті офіційно проживало 75 іноземців з 17 країн, серед них 23 громадяни країн Євросоюзу та 5 громадян України.

## Сусідні муніципалітети
- Арчевія
- Купрамонтана
- Розора
- Серра-Сан-Куїрико